# Фёдоровка (Харьковский район)
Фёдоровка (укр. Федорівка) — село,
Знаменский сельский совет,
Нововодолажский район,
Харьковская область, Украина.
Код КОАТУУ — 6324280505. Население по переписи 2001 года составляет 397 (197/200 м/ж) человек.

## Географическое положение
Село Федоровка находится на берегу реки Мжа (в основном на правом берегу), в месте впадения в неё реки Иваны. Выше по течению примыкает село Круглянка, ниже по течению на расстоянии в 4 км — село Старая Водолага.
Рядом проходит автомобильная дорога Т-1901. К селу примыкает несколько лесных массивов (дуб, сосна).

## История
- ? — дата основания.
- В 1940 году, перед ВОВ, в селе Федоровка, располагавшемся в основном на правом берегу реки Мжи, было 160 дворов, мукомольный завод и две ветряные мельницы[1].

## Экономика
- Молочно-товарная ферма.
- Акционерное общество «Федоровка».

## Объекты социальной сферы
- Дом культуры.
- Фельдшерско-акушерский пункт.

## Достопримечательности
- Братская могила советских воинов и памятный знак воинам-односельчанам. Похоронено 57 воинов.

## Известные люди
- Носач, Виктор Иванович — профессор, заслуженный деятель науки России, награждён орденом Дружбы народов, родился 8 декабря 1929 в селе Федоровка.